# 普萊森特加登 (北卡羅萊納州)
普萊森特加登（英語：Pleasant Garden）是一個位於美國北卡羅萊納州吉爾福德縣的城鎮。

## 人口
根據2020年美國人口普查的數據，普萊森特加登的面積為39.25平方千米，當中陸地面積為38.95平方千米，而水域面積為0.30平方千米。當地共有人口5000人，而人口密度為每平方千米127人。